# Беляутсай
Беляутса́й, Бельутисай (узб. Belovutsoy/Беловутсой, Belyovutsoy/Белёвутсой) — горная река (сай) в Ахангаранском районе Ташкентской области.

## Описание
Длина сая составляет 34 км. Питание реки снеговое и дождевое. Ранней весной Беляутсай многоводен, в его русле иногда наблюдаются селевые явления.
Беляутсай берёт начало на юго-западном склоне горного хребта Таштау, на высоте около 1600 метров. Одним из источников питания в верховьях является родник Акчечек. От истока течёт в общем юго-западном направлении, на некоторых участках — почти строго на юг, но затем постепенно утрачивает южный уклон. Выходя из гор, ориентируется на северо-восток. Пересекает Паркентский магистральный канал и канал Хандам.
В низовьях русло пересыхает, имеет обрывистые берега (северный — высотой 5 м, южный — высотой 2 м). Доходя до автодороги Тойтепа — Красногорск, Беляутсай круто поворачивает, возвращая юго-западное направление течения — в сторону реки Ахангаран, — но заканчивается, не доходя до неё.
Беляутсай имеет 14 притоков. В нижнем течении в русле собираются возвратные воды.
Вода Беляутсая используется для орошения земель в кишлаках Тапыл и Янгикишлак. Также на реке расположен населённый пункт Катараул.